# صقر بن سلطان القاسمي
صقر بن سلطان بن صقر بن خالد بن سلطان القاسمي (1925 ـ 9 ديسمبر 1993)، حاكم إمارة الشارقة من 21 مايو 1951 إلى 24 يونيو 1965 وأحد رواد الشعر بدولة الإمارات. عرف بتوجهاته القومية وتأييده لسياسة القوميين العرب وجمال عبد الناصر التي كانت سبباً لتنحيته فيما بعد.

## نسبه
ولد عام 1924 في الحيرة / الشارقة وهو الابن الأكبر لحاكم الشارقة الشيخ سلطان بن صقر القاسمي. أدخله أبوه الكُتاب قبل بلوغه سن السابعة. حفظ القرآن الكريم وتعلم مبادئ القراءة والكتابة. تعلم الفروسية وتدرب على الرماية منذ صباه.

## توليه الحكم
تولى الحكم بعد وفاة أبيه في 21 مايو 1951، كان أول حاكم يقرأ خطاب توليه الحكم في احتفال كبير عام 1951.

## أعماله
عمل جاهداً في نشر التعليم بالإمارة فاستعان بالكويت ومصر فأعانته وفتحت المدراس وأرسلت المعلمين إلى الشارقة. في عام 1964 قام وفد من جامعة الدول العربية برئاسة أمينها العام عبد الخالق حسونة بزيارة لإمارة الشارقة واستقبل استقبالاً حافلاً. وقد قرر خلالها افتتاح فرع للجامعة بإمارة الشارقة بموافقة وإصرار من الشيخ صقر بن سلطان القاسمي ما أثار البريطانيين ضده.

## تنحيته من الحكم
عرف عنه توجهاته القومية ومعارضته الشديدة للوجود البريطاني، فقام بافتتاح فرع لجامعة الدول العربية في الشارقة، فقام البريطانيون بتنحيته عن الحكم قبل أيام من افتتاح فرع الجامعة في 24 يونيو 1965 ونفيه إلى القاهرة وتعيين ابن عمه الشيخ خالد بن محمد القاسمي مكانه حاكماً لإمارة الشارقة.

## منفاه
خلال إقامته بالقاهرة أقام صداقات مع شعرائها وأمَّ ندواتهم كندوة شعراء العروبة ورائدها الربيع الغزالي وكان صحفيا بالأهرام وقد زاره في منزله (من ذكريات ابنه حسن الغزالي) .

## محاولة الانقلاب
قام في 24 يناير 1972 بقيادة محاولة انقلابية فاشلة لاسترجاع الحكم في الإمارة قُتل فيها حاكم الإمارة الشيخ خالد بن محمد القاسمي، الأمر الذي رفضه المجلس الأعلى للاتحاد، وقاد وزير الدفاع الشيخ محمد بن راشد آل مكتوم قوة حاصرت الانقلابيين في قصر الحاكم في الشارقة واضطرتهم لتسليم أنفسهم وتم تقديمهم للمحاكمة. اعتقل لمدة 8 سنوات من 1972 إلى 1979 ونفي من البلاد.

## وفاته
عاش في مصر معظم ما تبقى من حياته حتى وفاته في 9 ديسمبر 1993. عاد إلى الإمارات قبل وفاته بعامين ومكث في إمارة أبوظبي، إلا أنه وافته المنية وهو في زيارة لمصر، ووري الثرى في إمارة رأس الخيمة.

## حياته الخاصة
تزوج من الشيخة موزة بن محمد بن صقر القاسمي (توفيت في 11 نوفمبر 2001) وأنجب منها:
- سلطان
- عائشة
- الشاعرة ميسون القاسمي

كما تزوج من نورة بن سعيد بن حمد القاسمي وأنجب منها:
- سعيد
- هيثم
- هند
- فاطمة
- الشاعرة أسماء القاسمي
- صيد
- فواغي

## إنتاجه الشعري
كان شاعرًا وأديبًا، وأصدر عدة دواوين شعرية وهي:
- ديوان وحي الحق.
- ديوان الفواغي.
- ديوان في جنة الحب.
- ديوان صحوة المارد.
- ديوان لهب الحنين.
- الأعمال الكاملة لصقر بن سلطان القاسمي توفي 2010.

## كُتب عنه
صدر مؤرخًا عن دار جرير للنشر والتوزيع بعمّان كتاب سمي بشعر صقر بن سلطان القاسمي، وهو عبارة عن دراسة أدبية قدمتها الباحثة عزيزة بنت عبد الله الطائي تناولت بها تجربته الشعرية وفق رؤى نقدية وتحليلية.

## وصلات خارجية
- صقر بن سلطان الشاعر الحاكم القومي
- شاعر عُمان ... بقلم الأديب عبد الله الطائي.